# DDR-Einzelmeisterschaft im Schach 1973
Die 22. DDR-Einzelmeisterschaft im Schach fand im Februar 1973 in Erfurt statt.

## Allgemeines
Die Teilnehmer hatten sich über das sogenannte Dreiviertelfinale sowie ein System von Vorberechtigungen und Freiplätzen für diese Meisterschaft qualifiziert. Schiedsrichter waren Johannes Hoffmann aus Rüdersdorf für die Herren und Liddy Knoch Meiningen im Turnier der Damen. Austragungsort war die Aula einer Oberschule.

## Meisterschaft der Herren
In einem gut besetzten Turnier mit fünf Internationalen Meistern holte sich Burkhard Malich nach 16 Jahren seinen zweiten DDR-Meistertitel. Er war zu dieser Zeit 36 Jahre alt und wissenschaftlicher Mitarbeiter an der Martin-Luther-Universität Halle-Wittenberg. DDR-Spitzenspieler Wolfgang Uhlmann fehlte wegen terminlicher Überschneidung mit dem Capablanca-Turnier in Havanna.
|    | Teilnehmer                            | 01 | 02 | 03 | 04 | 05 | 06 | 07 | 08 | 09 | 10 | 11 | 12 | 13 | 14 | 15 | 16 | 17 | 18 | 19 | 20 | Punkte |
| -- | ------------------------------------- | -- | -- | -- | -- | -- | -- | -- | -- | -- | -- | -- | -- | -- | -- | -- | -- | -- | -- | -- | -- | ------ |
| 01 | Burkhard Malich (Buna Halle)          |    | ½  | 1  | 0  | ½  | ½  | ½  | 1  | 1  | 1  | ½  | ½  | ½  | 1  | 1  | 1  | 1  | 1  | ½  | ½  | 13½    |
| 02 | Lutz Espig (Buna Halle)               | ½  |    | 1  | ½  | 0  | 0  | 1  | ½  | ½  | 1  | 1  | ½  | ½  | 1  | 1  | 1  | 0  | 1  | 1  | 1  | 13     |
| 03 | Günther Möhring (Buna Halle)          | 0  | 0  |    | ½  | ½  | 1  | 0  | 1  | ½  | ½  | ½  | 1  | 1  | ½  | 1  | 1  | 1  | 1  | 1  | 1  | 13     |
| 04 | Rainer Knaak (SG Leipzig)             | 1  | ½  | ½  |    | 0  | 1  | ½  | 0  | ½  | 1  | ½  | ½  | ½  | 1  | ½  | 1  | ½  | 1  | 1  | 1  | 12½    |
| 05 | Heinz Liebert (Buna Halle)            | ½  | 1  | ½  | 1  |    | 0  | ½  | 1  | ½  | ½  | ½  | 1  | ½  | ½  | 1  | ½  | ½  | ½  | ½  | ½  | 11½    |
| 06 | Lothar Zinn (AdW Berlin)              | ½  | 1  | 0  | 0  | 1  |    | ½  | ½  | 1  | ½  | ½  | ½  | ½  | ½  | ½  | 0  | 1  | 1  | 1  | 1  | 11½    |
| 07 | Lothar Vogt (SG Leipzig)              | ½  | 0  | 1  | ½  | ½  | ½  |    | ½  | ½  | ½  | ½  | 1  | ½  | 1  | ½  | ½  | 1  | 0  | 1  | ½  | 11     |
| 08 | Peter Hesse (Motor SO Magdeburg)      | 0  | ½  | 0  | 1  | 0  | ½  | ½  |    | ½  | 1  | ½  | ½  | ½  | ½  | ½  | 1  | 1  | ½  | 1  | ½  | 10½    |
| 09 | Manfred Schöneberg (SG Leipzig)       | 0  | ½  | ½  | ½  | ½  | 0  | ½  | ½  |    | ½  | ½  | ½  | 1  | ½  | 0  | 1  | 1  | 1  | 0  | 1  | 10     |
| 10 | Klaus Müller (Lok Greiz)              | 0  | 0  | ½  | 0  | ½  | ½  | ½  | 0  | ½  |    | ½  | 1  | ½  | 1  | ½  | ½  | 1  | ½  | 1  | 1  | 10     |
| 11 | Artur Hennings (SG Leipzig)           | ½  | 0  | ½  | ½  | ½  | ½  | ½  | ½  | ½  | ½  |    | 0  | ½  | ½  | 1  | ½  | 1  | ½  | ½  | ½  | 09½    |
| 12 | Olaf Thal (AdW Berlin)                | ½  | ½  | 0  | ½  | 0  | ½  | 0  | ½  | ½  | 0  | 1  |    | 1  | ½  | ½  | 1  | ½  | ½  | 1  | 0  | 09     |
| 13 | Hans-Ulrich Grünberg (Lok Schwerin)   | ½  | ½  | 0  | ½  | ½  | ½  | ½  | ½  | 0  | ½  | ½  | 0  |    | ½  | 1  | ½  | ½  | ½  | ½  | 1  | 09     |
| 14 | Fritz Baumbach (AdW Berlin)           | 0  | 0  | ½  | 0  | ½  | ½  | 0  | ½  | ½  | 0  | ½  | ½  | ½  |    | ½  | ½  | ½  | 1  | 1  | ½  | 08     |
| 15 | Hermann Brameyer (AdW Berlin)         | 0  | 0  | 0  | ½  | 0  | ½  | ½  | ½  | 1  | ½  | 0  | ½  | 0  | ½  |    | ½  | ½  | ½  | 1  | ½  | 07½    |
| 16 | Thomas Espig (Lok Greiz)              | 0  | 0  | 0  | 0  | ½  | 1  | ½  | 0  | 0  | ½  | ½  | 0  | ½  | ½  | ½  |    | ½  | 1  | ½  | 1  | 07½    |
| 17 | Hermann Packroff (Chemie Lützkendorf) | 0  | 1  | 0  | ½  | ½  | 0  | 0  | 0  | 0  | 0  | 0  | ½  | ½  | ½  | ½  | ½  |    | 1  | 0  | ½  | 06     |
| 18 | Günter Walter (Lok Brandenburg)       | 0  | 0  | 0  | 0  | ½  | 0  | 1  | ½  | 0  | ½  | ½  | ½  | ½  | 0  | ½  | 0  | 0  |    | ½  | 1  | 06     |
| 19 | Wolfram Heinig (Vorwärts Strausberg)  | ½  | 0  | 0  | 0  | ½  | 0  | 0  | 0  | 1  | 0  | ½  | 0  | ½  | 0  | 0  | ½  | 1  | ½  |    | 1  | 06     |
| 20 | Joachim Brüggemann (SG Leipzig)       | ½  | 0  | 0  | 0  | ½  | 0  | ½  | ½  | 0  | 0  | ½  | 1  | 0  | ½  | ½  | 0  | ½  | 0  | 0  |    | 05     |

### Dreiviertelfinale
Das Dreiviertelfinale der Herren fand vom 28. Juli bis 5. August 1972 in Krumpa statt. Hauptschiedsrichter war Arthur Gröbe aus Dresden.
Im Gegensatz zur bisherigen Praxis wurde das Feld der Herren in zwei Gruppen zu je 16 Spielern aufgeteilt, die jeweils ein Turnier nach Schweizer System über neun Runden austrugen. Die Fachpresse schätzte ein, dass die Anwendung dieses Modus zwar die Kampfbereitschaft der Spieler erhöht habe, aber dem Anspruch der Qualifikation zur DDR-Meisterschaft nicht gerecht wurde. Auch wird berichtet, dass die korrekte Ermittlung der Paarungen offenbar große Schwierigkeiten bereitete. Mit Böhnisch und Neukirch blieben einige Spieler mit reichlicher Finalerfahrung diesmal auf der Strecke.
Gottfried Braun (SG Leipzig) spielte nur in der ersten Runde (Niederlage gegen Böhnisch) und wurde dann durch Breustedt ersetzt.
Gruppe A
| Rang | Name                                       | Punkte |
| ---- | ------------------------------------------ | ------ |
| 1    | Hermann Packroff (Chemie Lützkendorf)      | 6½     |
| 2    | Hermann Brameyer (DAW Berlin)              | 6      |
| 3    | Klaus Müller (Lok Greiz)                   | 6      |
| 4    | Peter Hesse (Motor SO Magdeburg)           | 6      |
| 5    | Günter Walter (Lok Brandenburg)            | 6      |
| 6    | Manfred Böhnisch (SG Leipzig)              | 5      |
| 7    | Roland Oetzel (SG Leipzig)                 | 5      |
| 8    | Werner Breustedt (SG Halle-Neustadt)       | 4½     |
| 9    | Siegfried Rühlemann (SG Leipzig)           | 4½     |
| 10   | Christian Steudtmann (Lok Karl-Marx-Stadt) | 4      |
| 11   | Rainer Gackstatter (Post Dresden)          | 4      |
| 12   | Uwe Tredup (SG Halle-Neustadt)             | 3½     |
| 13   | Uwe-Karsten Syré (Vorwärts Strausberg)     | 3      |
| 14   | Wolfgang Rohde (DAW Berlin)                | 3      |
| 15   | Christian August (Erfurter VB)             | 2½     |
| 16   | Erwin Wilken (Lok Stralsund)               | 2½     |

Gruppe B
| Rang | Name                                   | Punkte |
| ---- | -------------------------------------- | ------ |
| 1    | Olaf Thal (DAW Berlin)                 | 6½     |
| 2    | Joachim Brüggemann (SG Leipzig)        | 6      |
| 3    | Wolfram Heinig (SG Leipzig)            | 6      |
| 4    | Hermann Schmidt (Chemie Lützkendorf)   | 6      |
| 5    | Thomas Espig (Lok Greiz)               | 5½     |
| 6    | Uwe Bade (DAW Berlin)                  | 5      |
| 7    | Wilfried Heinsohn (Lok Schwerin)       | 5      |
| 8    | Detlef Neukirch (SG Leipzig)           | 4½     |
| 9    | Anton Csulits (Buna Halle)             | 4½     |
| 10   | Rainer Hoffmann (Einheit Nauen)        | 4½     |
| 11   | Karl-Heinz Lehmann (Fortschritt Forst) | 4      |
| 12   | Uwe Küttner (Medizin Neubrandenburg)   | 4      |
| 13   | Oswald Bindrich (Vorwärts Zittau)      | 3      |
| 14   | Harald Darius (Vorwärts Strausberg)    | 3      |
| 15   | Uwe Klee (Einheit Bad Salzungen)       | 2½     |
| 16   | Thomas Pähtz (Lok Erfurt)              | 2      |

## Meisterschaft der Damen
Nach vielen guten Platzierungen wurde die 29-jährige Potsdamer Chemielehrerin Eveline Nünchert erstmals DDR-Meisterin. Mit ihrer auf Sicherheit angelegten Spielweise distanzierte sie die früheren Meisterinnen Christina Hölzlein und Waltraud Nowarra. Titelverteidigerin Gabriele Just war völlig außer Form und platzierte sich im unteren Drittel.

### Abschlusstabelle
|    | Teilnehmer                              | 01 | 02 | 03 | 04 | 05 | 06 | 07 | 08 | 09 | 10 | 11 | 12 | 13 | 14 | Punkte |
| -- | --------------------------------------- | -- | -- | -- | -- | -- | -- | -- | -- | -- | -- | -- | -- | -- | -- | ------ |
| 01 | Eveline Nünchert (Wissenschaft Potsdam) |    | ½  | ½  | ½  | 1  | ½  | ½  | ½  | 1  | 1  | 1  | ½  | ½  | 1  | 9      |
| 02 | Christina Hölzlein (Chemie Lützkendorf) | ½  |    | 1  | ½  | 1  | 0  | 1  | ½  | ½  | 0  | 1  | 0  | 1  | 1  | 8      |
| 03 | Waltraud Nowarra (Post Dresden)         | ½  | 0  |    | ½  | 1  | ½  | ½  | 1  | 1  | ½  | ½  | ½  | 1  | ½  | 8      |
| 04 | Ilse Böttcher (TSG Wittenberg)          | ½  | ½  | ½  |    | 0  | 1  | ½  | ½  | 1  | ½  | ½  | 1  | ½  | 1  | 8      |
| 05 | Annett Michel (Buna Halle)              | 0  | 0  | 0  | 1  |    | 0  | 1  | ½  | 1  | 1  | ½  | 1  | 1  | 1  | 8      |
| 06 | Brigitte Hofmann (Buna Halle)           | ½  | 1  | ½  | 0  | 1  |    | 0  | ½  | ½  | 0  | 1  | ½  | ½  | 1  | 7      |
| 07 | Irene Winter (Motor Weimar)             | ½  | 0  | ½  | ½  | 0  | 1  |    | 1  | ½  | ½  | 0  | ½  | 1  | 1  | 7      |
| 08 | Petra Feustel (Lok Gera)                | ½  | ½  | 0  | ½  | ½  | ½  | 0  |    | ½  | 1  | 1  | ½  | 0  | 1  | 6½     |
| 09 | Marion Worch (Buna Halle)               | 0  | ½  | 0  | 0  | 0  | ½  | ½  | ½  |    | 1  | ½  | 1  | ½  | 1  | 6      |
| 10 | Heidrun Bade (DAW Berlin)               | 0  | 1  | ½  | ½  | 0  | 1  | ½  | 0  | 0  |    | 0  | 1  | ½  | ½  | 5½     |
| 11 | Gabriele Just (Lok Mitte Leipzig)       | 0  | 0  | ½  | ½  | ½  | 0  | 1  | 0  | ½  | 1  |    | ½  | ½  | ½  | 5½     |
| 12 | Ingrid Rönsch (Lok Dresden)             | ½  | 1  | ½  | 0  | 0  | ½  | ½  | ½  | 0  | 0  | ½  |    | ½  | ½  | 5      |
| 13 | Lieselotte Janssen (Chemie Colditz)     | ½  | 0  | 0  | ½  | 0  | ½  | 0  | 1  | ½  | ½  | ½  | ½  |    | ½  | 5      |
| 14 | Hannelore Kube (Medizin Erfurt)         | 0  | 0  | ½  | 0  | 0  | 0  | 0  | 0  | 0  | ½  | ½  | ½  | ½  |    | 2½     |

### Dreiviertelfinale
Auch das Dreiviertelfinale der Damen fand im Sommer 1972 in Krumpa statt. Schiedsrichterin war Luzie Rudnick aus Berlin. Die Fachpresse attestierte vor allem den drei Gruppensiegerinnen eine überlegene Spielführung.
Gruppe A
|   | Teilnehmer                          | 01 | 02 | 03 | 04 | 05 | 06 | 07 | 08 | Punkte |
| - | ----------------------------------- | -- | -- | -- | -- | -- | -- | -- | -- | ------ |
| 1 | Ilse Böttcher (TSG Wittenberg)      |    | 1  | 1  | ½  | 1  | ½  | 1  | 1  | 6      |
| 2 | Jutta Scholz (Wissenschaft Potsdam) | 0  |    | ½  | 1  | ½  | 1  | 1  | 1  | 5      |
| 3 | Giesela Böhnisch (SG Leipzig)       | 0  | ½  |    | ½  | 1  | 1  | 1  | 1  | 5      |
| 4 | Irene Winter (Motor Weimar)         | ½  | 0  | ½  |    | ½  | 1  | 1  | 1  | 4½     |
| 5 | Renate Würpel (TH Magdeburg)        | 0  | ½  | 0  | ½  |    | ½  | 0  | 1  | 2½     |
| 6 | Liddy Knoch (Einheit Meiningen)     | ½  | 0  | 0  | 0  | ½  |    | ½  | 1  | 2½     |
| 7 | Marianne Schuster (BSG Sebnitz)     | 0  | 0  | 0  | 0  | 1  | ½  |    | 1  | 2½     |
| 8 | Heidrun Mohs (Aufbau Bernburg)      | 0  | 0  | 0  | 0  | 0  | 0  | 0  |    | 0      |

Gruppe B
|   | Teilnehmer                             | 01 | 02 | 03 | 04 | 05 | 06 | 07 | 08 | Punkte |
| - | -------------------------------------- | -- | -- | -- | -- | -- | -- | -- | -- | ------ |
| 1 | Lieselotte Janssen (Chemie Colditz)    |    | ½  | ½  | ½  | 1  | 1  | 1  | 1  | 5½     |
| 2 | Ingrid Rönsch (Lok Dresden)            | ½  |    | ½  | ½  | 1  | ½  | 1  | 1  | 5      |
| 3 | Gisela Henker (Motor Leipzig-Lindenau) | ½  | ½  |    | ½  | 0  | 1  | ½  | 1  | 4      |
| 4 | Karin Bröder (Buna Halle)              | ½  | ½  | ½  |    | 1  | 0  | 0  | 1  | 3½     |
| 5 | Irmgard Helm (DAW Berlin)              | 0  | 0  | 1  | 0  |    | ½  | 1  | 1  | 3½     |
| 6 | Gertraude Giesau (Einheit Schwerin)    | 0  | ½  | 0  | 1  | ½  |    | 1  | 0  | 3      |
| 7 | Elfriede Ungethüm (Wismut Aue)         | 0  | 0  | ½  | 1  | 0  | 0  |    | 1  | 2½     |
| 8 | Renate Stanke (Lok Erfurt)             | 0  | 0  | 0  | 0  | 0  | 1  | 0  |    | 1      |

Gruppe C
|   | Teilnehmer                                 | 01 | 02 | 03 | 04 | 05 | 06 | 07 | 08 | Punkte |
| - | ------------------------------------------ | -- | -- | -- | -- | -- | -- | -- | -- | ------ |
| 1 | Annett Michel (Buna Halle)                 |    | ½  | 1  | 1  | 1  | 1  | 1  | 1  | 6½     |
| 2 | Heidrun Bade (DAW Berlin)                  | ½  |    | ½  | 1  | 1  | 1  | 1  | 1  | 6      |
| 3 | Petra Feustel (Lok Gera)                   | 0  | ½  |    | ½  | ½  | ½  | 1  | 1  | 4      |
| 4 | Hildegard Richter (Motor Leipzig-Lindenau) | 0  | 0  | ½  |    | 1  | ½  | ½  | 1  | 3½     |
| 5 | Evelyn Bieberle (Motor SO Magdeburg)       | 0  | 0  | ½  | 0  |    | 1  | 1  | 1  | 3½     |
| 6 | Christine Lesky (BSG Sebnitz)              | 0  | 0  | ½  | ½  | 0  |    | ½  | 1  | 2½     |
| 7 | Regina Kobs (Empor Potsdam)                | 0  | 0  | 0  | ½  | 0  | ½  |    | 1  | 2      |
| 8 | Christine Röder (Chemie Lützkendorf)       | 0  | 0  | 0  | 0  | 0  | 0  | 0  |    | 0      |

## Jugendmeisterschaften
| Altersklasse | männlich                              | weiblich                           |
| ------------ | ------------------------------------- | ---------------------------------- |
| Schüler C    | Jörg Seils (Berlin)                   | Constanze Jahn (Post Crimmitschau) |
| Schüler B    | C. Zeutschel (ASP Hoyerswerda)        | C. Merz (Halle)                    |
| Schüler A    | Gunter Sandner (Motor Markneukirchen) | Petra Feustel (Lok Gera)           |
| Jugend       | Thomas Pähtz (EVB/Motor West Erfurt)  | Petra Feustel (Lok Gera)           |